# 닛산 디젤 레조나
닛산 디젤 레조나(영어: Nissan Diesel Resona, 일본어: 日産ディーゼル・レゾナ 닛산 디이제루 레조나[*])는 일본 닛산 디젤 (현, UD트럭)이 생산했던 대형 트럭이다. 대한민국의 경우 동아자동차 (현, 쌍용자동차)가 일본 UD트럭사와 기술 제휴를 통해서 쌍용 DA트럭 모델을 생산한 바가 있다.

## 개요
1979년 12월에 C 시리즈의 후속으로 출시되었다. 1981년에 마이너 체인지를 하면서 조수석 거울이 변경되었다. 1983년에 마이너 체인지로 전조등이 변경되었다. 1984년에 마이너 체인지를 하면서 조수석 창문이 커졌다. 1986년에 다시 마이너 체인지와 동시에 원래 명칭인 닛산 디젤 C 시리즈로 이름이 변경되었다. 1987년에 최초로 ABS 기능을 옵션으로 적용되었다. 1990년 9월에 루카스 인터내셔널 트랙 프리 90'에서 CK46BT형 차량이 출전했다. 같은 해 후속 차량인 빅섬이 등장한 이후 단종이 되었다. 대한민국의 경우 레미콘 트럭을 수입해 도입한 바가 있다.

## 사진

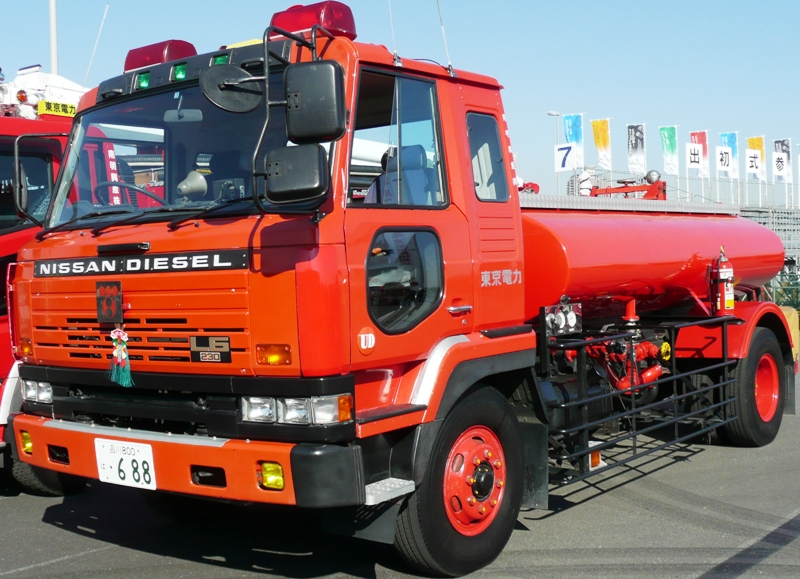
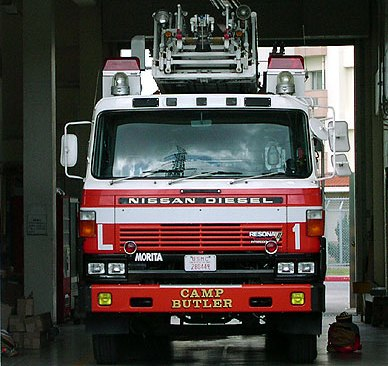
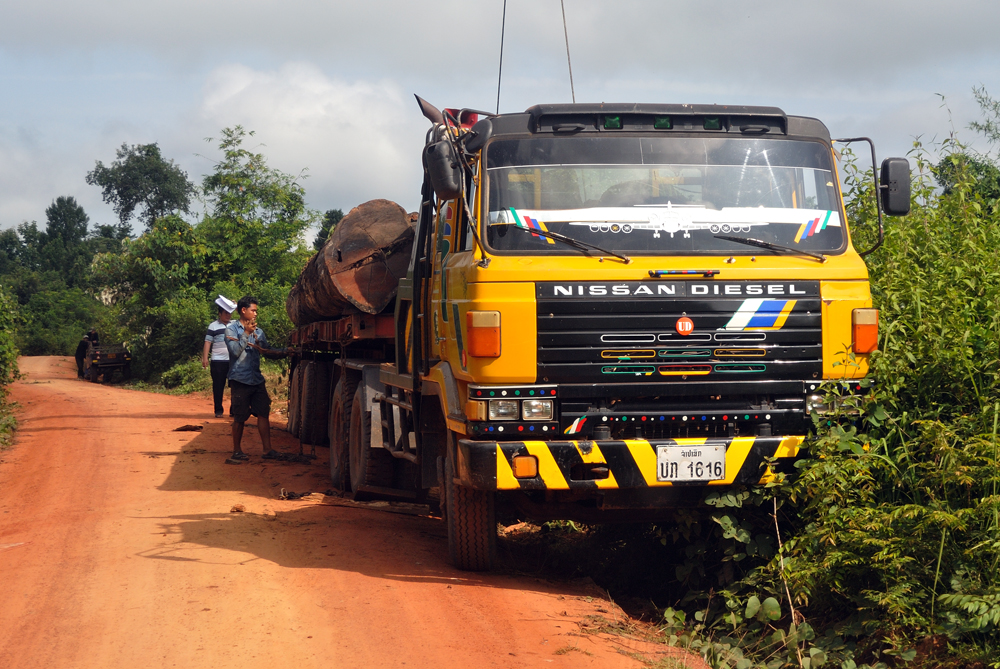
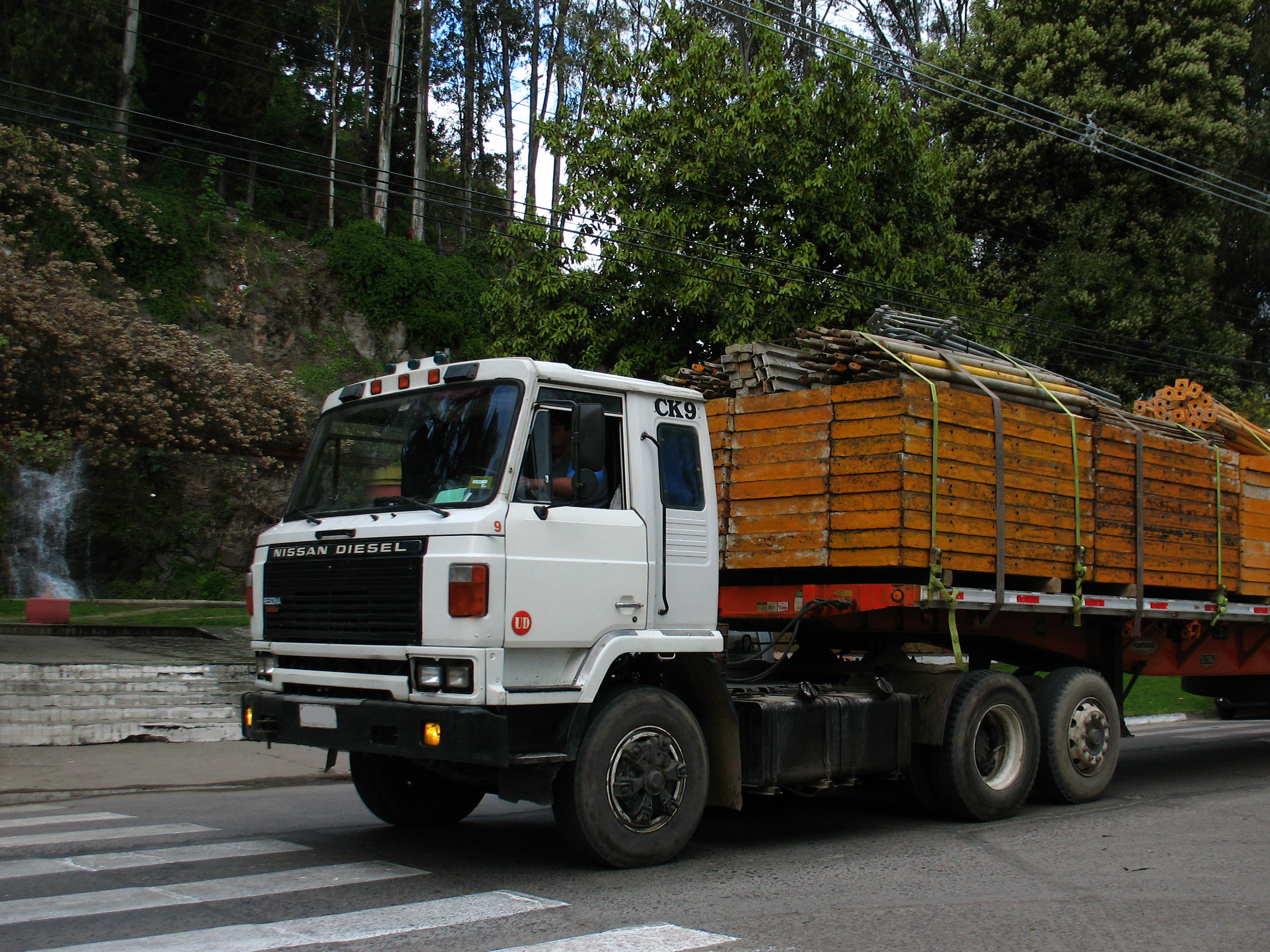
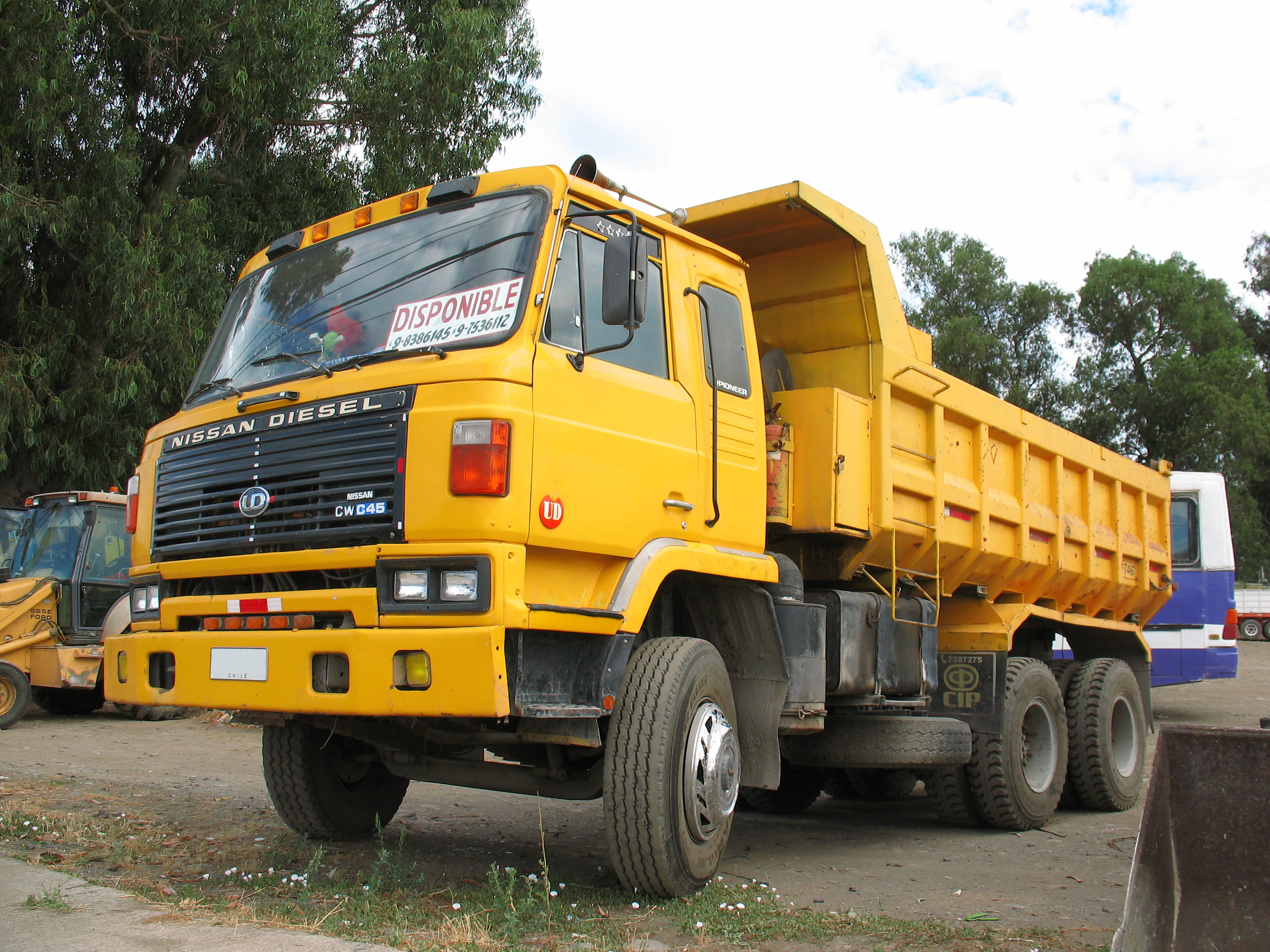
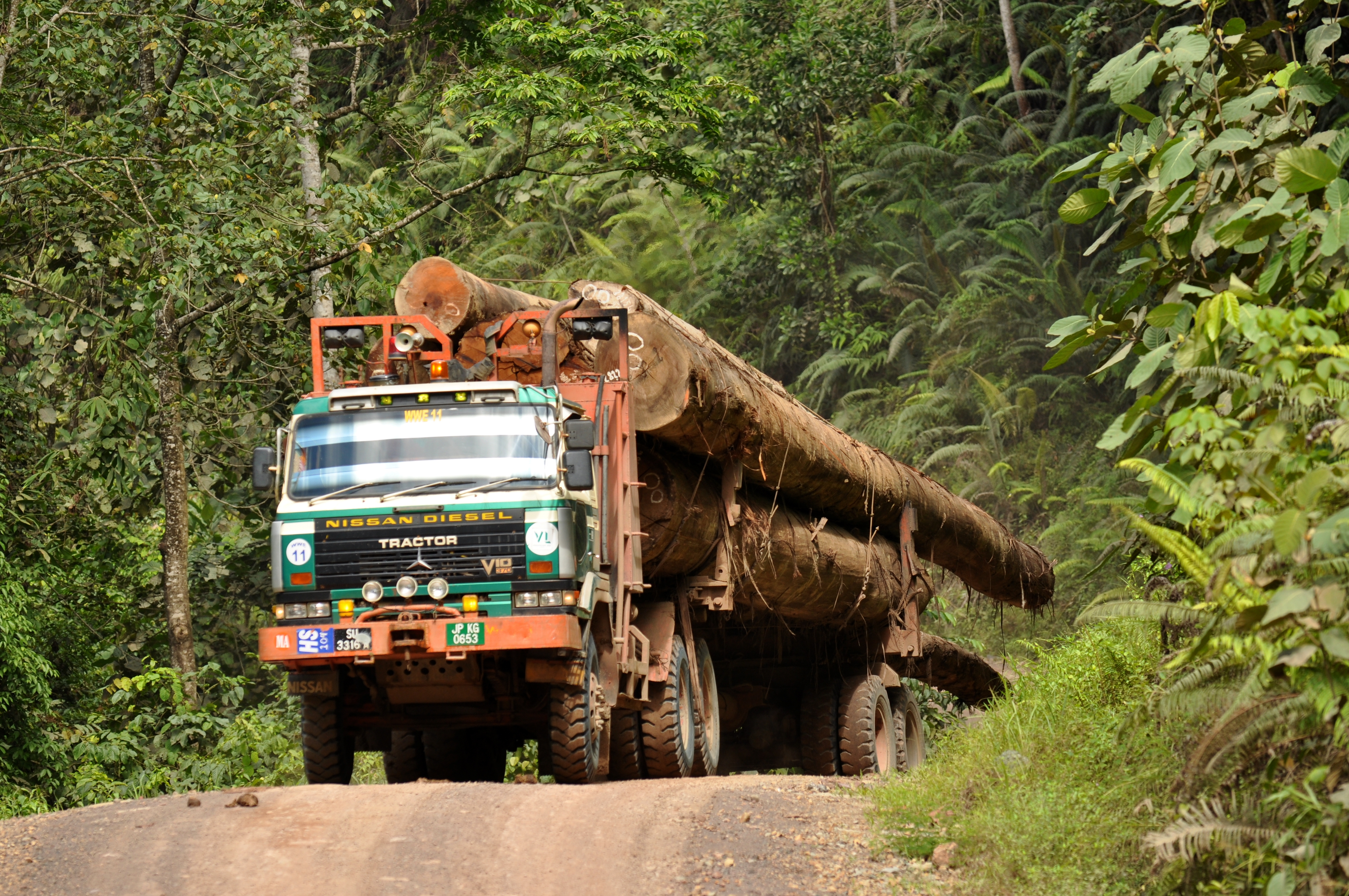
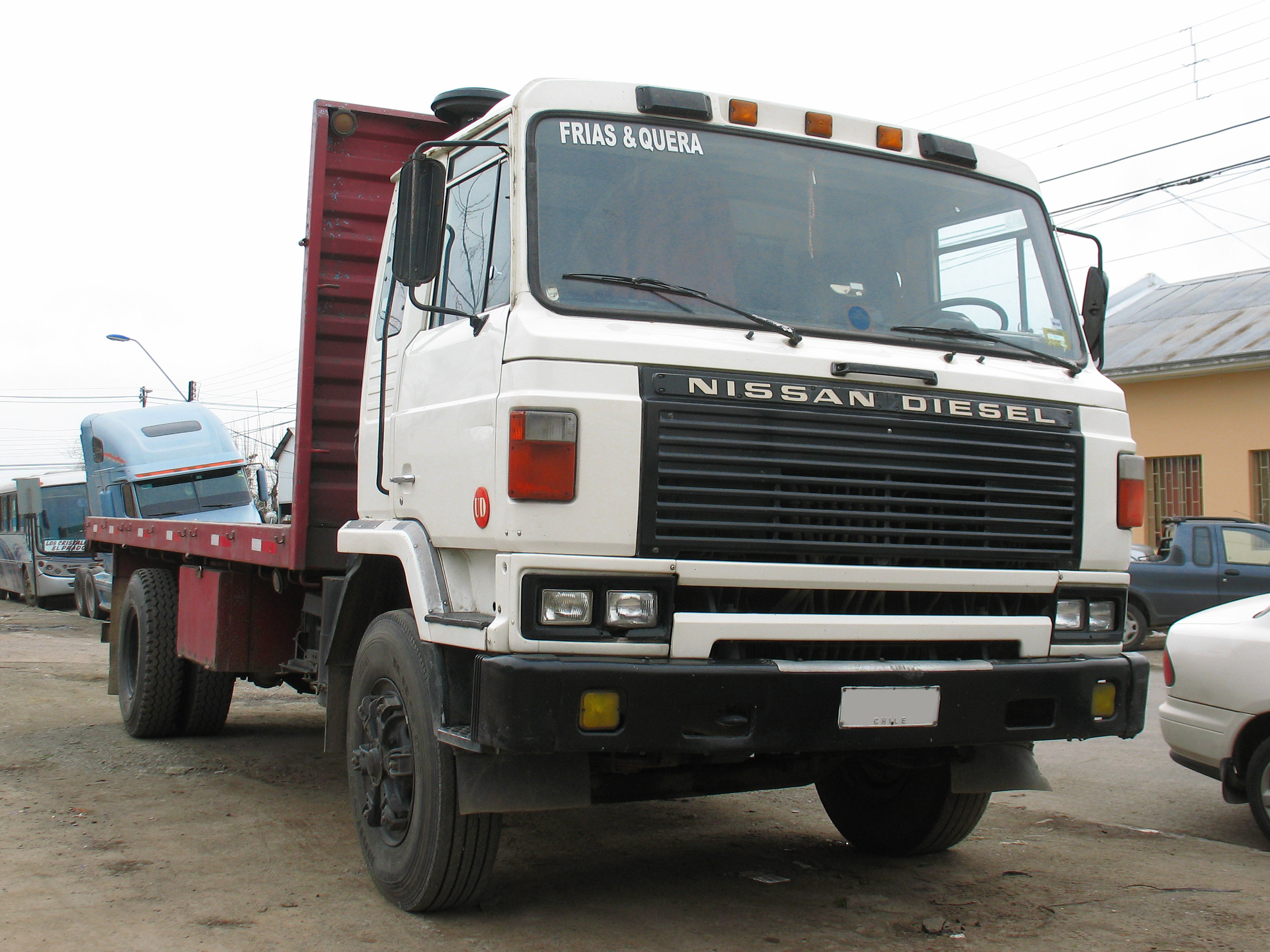

## 라인업
- CD : 6×2
- CK : 4×2
- CW : 6×4
- CV : 6×2 (2앞 차축)
- CF : 4×4
- CZ : 6×6
- CB : 8×8
- LW : 6×4 저상
- LG : 8×4 저상